# Jürgen Heinrich
Jürgen Heinrich (* 20. srpna 1945 Gross Godems) je německý herec a režisér.

## Životopis
Heinrich se narodil v Meklenbursku. Jeho otec byl po válce nezvěstný. Vyrůstal u své matky Emmy Heinrichové. V roce 1965 začal studovat herectví na vysoké divadelní škole v Lipsku. Jeho filmový debut byl v roce 1968 v celovečerním snímku společností DEFA, Abschied (1968) (režie: Egon Günther). Od té doby byl pravidelně obsazován do desítek filmu a seriálu a brzo se z něho stal jeden z nejoblíbenějších[zdroj?] herců v NDR.
Od roku 1982 veřejně a hlasitě kritizoval politické a společenské poměry v NDR. Po invazi ruského vojska do Afghánistánu vystoupil ze strany SED, a dostal zákaz činnosti. V roce 1985 byl z NDR vyhoštěn a nucen přestěhovat se do Západního Berlína. Zde dostal okamžité angažmá v berlínském Schillertheater. Poprvé se jako herec v západním filmu ukázal v roce 1986 ve snímku Nebe nad Berlínem (režie: Wim Wenders).
Heinrich se od té doby pravidelně herecky uplatňoval v různých filmech a seriálech (Místo činu, Der Alte, Polizeiruf 110), než dostal v roce 1992 hlavní roli komisaře Wolffa v krimiseriálu Wolffův revír. Později některé díly seriálu i režíroval. Během příštích 14 let (1992–2006) natočil celkem 173 dílu, seriál byl prodán do více než třiceti zemí, např. do Belgie, Itálie, Francie, Ruska, ČR, Španělska. Kromě své „životní role“ komisaře Wolffa hrál i v různých celovečerních filmech, např. ve válečném dramatu Dresden (2006), Die Grenze (2010) či Auf Herz und Nieren (2012). V roce 2012 se, po šestileté pauze, objevil naposledy v roli komisaře Wolffa v televizním filmu Wolff – Kampf im Revier k dvacátému výročí seriálu. Po této epizodě oznámil definitivní konec Wolffova revíru.
Kromě herectví a režie se Jürgen Heinrich také věnuje dabingu. Žije v Berlíně a ve španělském Alicante.